# Neopresidencialismo
El neopresidencialismo es un régimen de gobierno, en el cual el poder ejecutivo posee preeminencia sobre el resto de los poderes. Se le conoce también como hiperpresidencialismo y ha llegado a ser comparado con el bonapartismo, aunque no deba ser confundido con este último término.

## Orígenes
El sistema neopresidencial surge como conjunción entre las ideas de democracia mezcladas con la tradición absolutista (monarquía absoluta). 
De ahí que se dé con mayor fuerza en las naciones de Hispanoamérica, acostumbradas por tres siglos al sistema absolutista indiano, influidas además por el modelo estadounidense. Pero también ha habido otros lugares donde se da esta forma, como pueden ser Indonesia o Filipinas. 
El régimen político de la Unión Soviética durante el mandato de Iósif Stalin, y otros similares, a menudo ha sido calificado por varios pensadores críticos y opositores, sobre todo vinculados a la tradición marxista y bolchevique, muchos de ellos represaliados, como de "régimen bonapartista", destacándose entre ellos la figura de León Trotski.

## Características
El régimen neopresidencial se caracteriza por que el Jefe del Estado, que a su vez es el jefe de gobierno, no sólo tiene más potestades y atribuciones que los otros poderes (legislativo y judicial), sino que llega a tener una tutela sobre ellos. Esto provoca un desequilibrio de poderes, donde se rompe el papel de contrapeso de los poderes entre sí.

## Absolutismo con aspecto democrático
El filósofo alemán y uno de los padres del constitucionalismo moderno Karl Loewenstein sostiene que los regímenes neopresidencialistas son una suerte de absolutismo disfrazado con los elementos propios de la democracia (elecciones, contralores, etc.). Para él, estos elementos "democráticos" son sólo una estrategia para evitar resaltar su condición absolutista.